# Aeroportul Eskilstuna
Aeroportul Eskilstuna (IATA: EKT, ICAO: ESSU) este un aeroport din Eskilstuna, Södermanlands län, Suedia.
Situat la o altitudine de 42 m, aeroportul dispune de 1 pistă. Este operat de Svenska flygvapnet⁠(d).

## Infrastructură

### Piste
Aeroportul dispune de o singură pistă. Pista are orientarea 18/36. 